# Xatrac blanc
El xatrac blanc (Gygis alba) és una espècie d'ocell de la família dels làrids (Laridae) que segons l'IOC és l'única espècie del gènere Gygis. Habita les illes tropicals dels oceans Atlàntic, Índic i Pacífic. 

La població de les illes Fènix, Marqueses i de la Línia és considerada per alguns autors una espècie de ple dret com xatrac blanc becfí (Gygis microrhyncha Saunders, H, 1876), diferent del xatrac blanc comú.